# المحرقة (الملاجم)

تعديل مصدري - تعديل

المحرقة هي إحدى قرى عزلة ال منصور الملاجم بمديرية الملاجم التابعة لمحافظة البيضاء، بلغ تعداد سكانها 713 نسمة حسب تعداد اليمن لعام 2004.